# Grace Robertson
Grace Robertson OBE (13. července 1930 – asi 13. ledna 2021) byla britská fotografka.

## Životopis
Robertson se narodila v Manchesteru v Anglii. Po ukončení školy se starala o matku, která trpěla revmatoidní artritidou. Otec Grace, novinář Fyfe Robertson, jí v roce 1949 poskytl fotoaparát Leica z druhé ruky a následující rok měla v Picture Post fotografický seriál o tom, jak její sestra dělá domácí úkoly. Během několika následujících let v časopise publikovala několik dalších fotopříběhů, například Sheep Shearing in Wales (1951), Tate Gallery (1952), Den matek (1954) a Porod (1955).
Robertson získala ocenění OBE v roce 1999. Provdala se za fotografa Picture Post Thurstona Hopkinse (1913–2014).
Kromě fotožurnalistiky pro časopisy jako například Life, pracovala Robertson v reklamě.

## Publikace
- ROBERTSON, Grace. Grace Robertson: Photojournalist of the 50s. London: Virago Press, 1989. ISBN 1-85381-089-4.
- ROBERTSON, Grace. Grace Robertson: A Sympathetic Eye. [s.l.]: University of Brighton, 2002. ISBN 9781901177626.

## Sbírky
Díla Robertsonové jsou v archivech těchto veřejných sbírek:
- National Galleries of Scotland, Skotsko: 7 tisků (k lednu 2021)[8]
- Science Museum Group, Spojené království: 3 tisky (k lednu 2021)[9]
- Tate, Londýn: 7 tisků (k lednu 2021)[10]
- The Aldrich Collection, University of Brighton School of Art: 2 tisky (k lednu 2021)[11]
- Victoria and Albert Museum, Londýn: 22 tisků (k lednu 2021)[12]